# فرجيل (الشيطان يمكن أن يبكي)
فرجيل Virgil (اليابانية: バ ー ジ ル، هيبورن: باجيرو) هو شخصية خيالية من سلسلة الشيطان يمكن أن يبكي Devil May Cry التي تم إنشاؤها ونشرها بواسطة شركة Capcom. تم تقديمه في لعبة الشيطان يمكن أن يبكي الأولى كرئيس يدعى نيلو أنجيلوNelo Angelo ネ ロ ア ン ジ ェ ロ، Nero Anjero، وهو الأسم الإيطالي للملاك الأسود "Black Angel". فرجيل هو واحد من اثنين من الأبناء الهجينين hybrid لفارس شيطاني يسمى سباردا سباردا ونتيجة لذلك يمتلك قوى خارقة للطبيعة. ظهر في ثلاث ألعاب فيديو كواحد من الخصوم الرئيسيين الذين يعارضون شقيقه التوأم، دانتي Dante، وفي رواية ومانجا manga مبنية على المسلسل. إنه أحد الخصمين الرئيسيين في لعبة الشيطان يمكن أن يبكي 3 والخصم الأخير الذي تحول إلى بطل مضاد في الشيطان يمكن أن يبكي 5.
بينما يعمل نصف فرجيل الشيطاني أوريزن أوريزين بمثابة الخصم المركزي، يظهر نصفه البشري V في اللعبة الأخيرة كبطل للعب. تظهر نسخة مُعاد تشغيلها من فرجيل أيضًا في لعبة فيديو 2013 DmC: الشيطان يمكن أن يبكي كقائد لمجموعة من الحراس الشفتين group of rouge vigilantes المصممين على إيقاف ملك الشياطين، موندوز Mundus.
تم تصوير فرجيل في الأصل على أنه نيلو أنجيلو Nelo Angelo - منافس دانتي من حيث الحركات والمظهر - في لعبة 2001.
على الرغم من موت الشخصية الواضح عندما كان طفلاً، فإن مخرج الشيطان يمكن أن يبكي هيديكي كاميا Hideki Kamiya سمح في الشيطان يمكن أن يبكي 3 للكاتب السيد بينغو مرويهاشي Bingo Morihashi بإيقاظ دانتي من الموت Dante's Awakening وتغيير هذا الحدث من القصة وبالتالي سيتمكن من عرض فرجيل كشخص بالغ في لعبة prequel. تمت تسمية العديد من شخصيات المسلسل على اسم شخصيات في قصيدة الشاعر الإيطالي دانتي أليغييري Dante Alighieri الكوميديا الإلهية Divine Comedy؛ سمي فيرجيل Virgil على اسم المؤرخ الشهير فيرجيل Virgil ملهم دانتي أليغييري.
لقيت الشخصية استحسانًا من منشورات ألعاب الفيديو، وأشاد العديد منها بدورها كرئيس، وإدراجه القابل للعب في الإصدارات الخاصة من الشيطان يمكن أن يبكي. كان إعادة تصميمه لإعادة تشغيل نظرية النينجا Ninja Theory's reboot موضوعًا للثناء، ووجد أنه أكثر جاذبية من دانتي.

## الخلق والمفهوم
تم أخذ اسم فيرجيل من قصيدة دانتي أليغييري الكوميديا الإلهية. الاسم المستعار نيلو أنجيلو هو ترجمة خاطئة لـنيرو أنجيلو "Nero Angelo" («الملاك الأسود» باللغة الإيطالية). تم الحفاظ على الخطأ الإملائي طوال السلسلة، بما في ذلك في الروايات، لأن نيلو أنجيلو أصبح معروفًا على نطاق واسع. خلال لعبة الشيطان يمكن أن يبكي الأصلية، قُتل فرجيل على يد الشياطين في وقت مبكر من حياته ويتم التحكم في روحه بواسطة موندوز موندوز. أراد كاتب فريق كابكوم Capcom بينغو موريهاشي إنشاء سيناريو بديل كان فيه فرجيل على قيد الحياة، وأعطاه المخرج هيديكي كاميا الحرية لضبط خلفية الشخصية حيث جعل فرجيل شابا مراهقًا حيًا لأحداث الشيطان يمكن أن يبكي 3. بينما تم تصميم شخصيته بواسطة ديغو ايكينو Daigo Ikeno في الشيطان يمكن أن يبكي 3، تم إنشاء شكل محرض الشيطان Devil Trigger بواسطة كوزوما كانيكو Kazuma Kaneko. نظرًا لعدم وجود تصميم لفرجيل باستثناء تصميم الأنا البديل alter-ego نيلو أنجيلو، تم تكليف موريهاشي بتصميم مظهره. يعتقد معظم موظفي شركة كابكوم Capcom أن فرجيل هو الشخصية المفضلة لموريهاشي لأنه أصبح جذابًا. صرح موريهاشي أن فكرة استخدام فرجيل لسيف ياباني، يسمى ياماتو Yamato، موجودة في تصميم سابق. لا يستخدم فرجيل البنادق على عكس دانتي؛ قال موريهاشي إن جعل توصيف فيرجيل يمثل تحديًا لأنه نظرًا لكونه الأخ التوأم الأكبر، كان من المفترض أن يكون محبوبًا أكثر من دانتي.
أصبحت الشخصية قابلة للعب في الشيطان يمكن أن يبكي 3: النسخة الخاصة بسبب الوقت الإضافي الذي أمضاه الفريق بعد صنع اللعبة. كان على Capcom إزالة بعض تحركاته بسبب قيود المساحة. لقد حاولوا الاحتفاظ بالحركات التي يستخدمها عند مواجهته كرئيس boss في حملة دانتي. تم تصميم مجموعة حركاته لتعكس شخصيته الهادئة التي تتناقض مع ثقة دانتي الصاخبة. عند إنشاء الشخصيات، أصبح فرجيل أقوى من دانتي ولكن من الصعب التحكم فيه لأن اللاعب يجب أن يتعلم المزيد من الحركات. أصبح فرجيل شخصية مشهورة بين فريق تطوير اللعبة؛ صرح هيديكي اتسونو Hideaki Itsuno أنه تم استقباله جيدًا أيضًا في الولايات المتحدة لأن العديد من الشخصيات من أفلام هوليود تستخدم كاتانا katana. أدت شعبية فرجيل إلى مناقشة اتسونو مع منتجي أفكاره حول لعبة تركز على Vergil. أراد الفريق أيضًا إضافة أشكال بديلة متعددة له، خاصة زي نيلو أنجيلو. خطط اتسونو أيضًا لإضافة فرجيل إلى لعبة الشيطان يمكن أن يبكي 4 الأصلية بنفس الطريقة التي تمت إضافتها إلى اللعبة السابقة. عند إعادة النظر فيما إذا كانت شخصية فرجيل ستكون شخصية يمكن إعادة صياغتها، اعتقد الموظفون أن قاعدة المعجبين fanbase لن تحبها.
على الرغم من عدم ظهوره بشكل مباشر في القصة الرئيسية لـ الشيطان يمكن أن يبكي 4، فقد تم الكشف عن فرجيل في كونه والد بطل اللعبة نيرو Nero الذي يمتلك سمات وقدرات والده Vergil. سيتعلم نيرو هذا الوحي في النهاية عندما التقى فيرجيل في الشيطان يمكن أن يبكي 5، أعيد تصميمه ليشبه والده قليلاً. بالنسبة لـ الشيطان يمكن أن يبكي 5، أراد إيتسونو تصوير شرير لن يتم الاستخفاف به من قبل دانتي أو نيرو. نتيجة لذلك، وجد الموظفون أن فرجيل هو أفضل مرشح لشرير مثير للاهتمام بسبب القوة التي طورها في المسلسل وكيفية ارتباطه بالأبطال. أراد الموظفون توليد مشهد عاطفي كبير عندما ظهر فيرجيل مرة أخرى في ذروة مواجهة أخيه. نتيجة لذلك، أوقف نيرو عداء الأخوين الذي أيقظ قواه الشيطانية لمواجهة والده.

### التصاميم

دانتي على غلاف لعبة دي إم سي ديفل ماي كراي

صمم ماكوتو تسوتشيباياشي Makoto Tsuchibayashi نيلو أنجيلو كمنافس لدانتي. على عكس شياطين الأعداء الآخرين من الشيطان يمكن أن يبكي، لم يكن لدى نيلو أنجيلو حركات أصلية للبيئة ثلاثية الأبعاد؛ استخدم مصممو اللعبة تلك الخاصة بـ دانتي. على عكس دانتي، ليس لدى نيلو أنجيلو أسلحة؛ وبدلاً من ذلك تم تزويده بحركة مقذوفة تسمى السيوف المستدعاة (幻影 刀، Gen'eitō، مضاءة "Phantom Sword") لجعله يبرز. لم يواجه الموظفون أي مشاكل في استخدام المقذوفات للشخصية لأن النموذج لم يتغير. كان هدف Makoto تسوتشيباياشي في الأصل إظهار فرجيل في شكل بشري مع دعم Kamiya لأفكاره حول كيفية تباين الشخصية بين بعضهما البعض.
صرح ايكنو Ikeno أنه نظرًا لأن فرجيل ودانتي توأمان متطابقان، فإنهما يشتركان في تصفيفة الشعر في افتتاح اللعبة، والتي كان الهدف منها جعل اللاعبين الجدد يرتبكون بينهما. كان من المفترض أن تتناقض ملابس فيرجيل مع ملابس أخيه؛ وبالمثل، كان تصميم نيلو أنجيلو باللون الأزرق بشكل بارز بينما كان تصميم دانتي باللون الأحمر. واجه الموظفون مشاكل في إنشاء ملابس فرجيل بسبب طريقة تحركها في رسومات الكمبيوتر ثلاثية الأبعاد 3D computer graphics؛ قالوا مازحين أن فيرجل يجب أن يزيل معطفه كلما بدأ القتال. من أجل إحداث تناقضات كبيرة بين الأخوين، أُعطي فيرجيل ملابس زرقاء لأن دانتي كان يرتدي دائمًا اللون الأحمر. قام أوموري Omori بعمل أول عمل فني CGI للشخصية والذي تمت الموافقة عليه من قبل Capcom. من هناك تولى دايجو إيكينو المسؤولية مع أوموري معتقدًا أن عمله قد تقدم على مر السنين. مثل الشخصيات الأخرى، استخدم وجه فيرجيل نموذجًا حقيقيًا؛ قال Capcom كيف صور فرجيل حقًا بنفس الطريقة التي تخيلها فريق الإنتاج له. استلهمت علاقة نيرو مع دانتي وفيرجيل من أنمي ميكا mecha anime شاهدته إتسونو عندما كان طفلاً. استند فيرجيل إلى والد بطل الرواية المفقود الذي ظهر فجأة مع روبوت عملاق يستهدف عائلته: نيرو ودانتي.
قال كاسي ادوارد Casey Edwards، الذي ألف موضوع معركة فرجيل «ادفن النور Bury the Light» في الشيطان يمكن أن يبكي 5، في تغريدة أن الأغنية الرئيسية للشخصية كان من المفترض أن تكون انعكاسًا لمحرض الشيطان "Devil Trigger"، تمامًا مثل كيف أن Nero هو انعكاس لـ Vergil. نظرًا لأن نيرو اختار «احتضان الظلام» واحتضان الشيطان بداخله، فقد حاول فيرجيل دائمًا دفن الجانب الإنساني من نفسه، حيث يرى أنه مصدر كبير للألم الشخصي وذاكرة الضعف. عندما ابتكرت Capcom لأول مرة الشيطان يمكن أن يبكي 5: النسخة الخاصة Special Edition، كانت الترقية الأولى للعبة هي إدراج فرجيل كشخصية قابلة للعب ولكن بأسلوب قتال جديد لم يسبق رؤيته في السلسلة.

### إدراج فرجيل في نسخةالشيطان يمكن أن يبكي - إعادة التشغيل
في أثناء إنجاز لعبة الشيطان يمكن أن يبكي - إعادة التشغيل reboot DmC: Devil May Cry بواسطة نظرية النينجا Ninja Theory، شعر فريق Capcom أن Ninja Theory بدت وكأنها تحب التصميم الأصلي لفرجيل لأنه لم يتغير في الغالب، على عكس دانتي. وجدوا شخصيته أكثر برودة بسبب أفعاله العنيفة، مثل قتل الشياطين. استمتع إيتسونو بشخصية فيرجيل وقال عبر القصة إنه أصبح فيرجيل من المسلسل الأصلي بسبب نموه الفاسد. قال أليكس جونز من Ninja Theory إن إدخال فرجيل في القصة كان ضروريًا لأنه كان من المفترض أن يشرح أصول دانتي ويؤثر على توصيف فرجيل لأن الشخصيات أخوة. على الرغم من إجراء العديد من التغييرات على المسلسل الأصلي، امتنع جونز عن ذكرها خلال مقابلة أجريت قبل إصدار اللعبة. جدول أعمال فرجيل في اللعبة هو أحد الموضوعات الرئيسية للقصة؛ هجاء satire. يعمل فرجيل في منظمة تعرف باسم النظام The Order، والتي تحاول التمرد على العالم الذي تم تصويره في اللعبة.
أثناء صنع الشيطان يمكن أن يبكي DmC، هدفت نظرية النينجا Ninja Theory إلى منح اللاعب وضعًا تعاونيًا مع مساعدة فرجيل لـ دانتي لكنها لم تصل إلى اللعبة. نتيجة لذلك، قرر الفريق استخدام فرجيل كشخصية لاعب واحد من المحتوى القابل للتنزيل Vergil's Downfall. لقد قرر أن يلعب بشكل أكثر سلاسة من دانتي على الرغم من مشاركة العديد من أوجه التشابه مثل خطاف التصارع الذي يظهره كلا الشخصين من أجل القيام بلعبة المنصة platform.

### مؤديي الأصوات
على الرغم من أن نيلو أنجيلو لا يتحدث في الشيطان يمكن أن يبكي، إلا أن الأصوات التي يصدرها صاغها ديفيد كيلي David Keeley. في الشيطان يمكن أن يبكي 3، تم التعبير عن فرجيل بواسطة دانيل ساوثورث Daniel Southworth، الذي قال إنه تم الإدلاء به بسرعة وأجرى أيضًا التقاط الحركة motion capture. إن إيتسونو Itsuno، الذي شكك في البداية في اكتمال شخصية فيرجيل، فوجئ بعمل ساوثورث وقال: «لقد أظهر احترامًا لمهارة المبارزة اليابانية الأصيلة، ولكنه متوازن مع أسلوب متوحش قليلاً، يتناسب تمامًا مع صورة فيرجيل لرجل غربي يستخدم سيف ياباني». عند الإدلاء بصوت فرجيل، كان ساوثوورث على دراية بتاريخ الشخصية ولديه معرفة بثقافة الساموراي، مما سمح له بتقديم أداء جيد. وفقًا لفريق تطوير اللعبة، فإن معرفة ساوثوورث حول الساموراي سمحت له بالتوافق جيدًا مع شخصية فيرجيل من حيث الصوت والتقاط الحركة. عند وصف فيرجيل، ذكر ساوثوورث أنه بينما يبدو غالبًا هادئًا، سيلاحظ الجمهور أنه يظهر علامات الغضب. وجد ساوثوورث أن مشاهد الحركة التي تلتقط الحركة تمثل تحديًا وقال إن هذه كانت الأجزاء المفضلة لديه من عمله في اللعبة. قال إنه تشرف بتكرار عمله في لعبة القتال Ultimate Marvel vs. Capcom 3.
أدى ديفيد دي لوتور David de Lautour صوتيا شخصية فيرجيل في لعبة إعادة تشغيل سلسلة الشيطان يمكن أن يبكي. استمتع دي لوتور بمعرفة سلوكيات فرجيل وموقفه، واصفاً إياه بـ «الشخصية الرائعة». تم الأداء الصوتي لفرجيل باللغة اليابانية لأول مرة في Ultimate Marvel vs بدلا من Capcom 3. وجد المنتج Kobayashi أن ممثل الصوت Hiroaki Hirata مناسب لـفرجيل Vergil. كما هو الحال مع الشيطان يمكن أن يبكي 3: النسخة الخاصة Special Edition، تم تصميم فرجيل ليتم لعبه بطريقة مشابهة لـ دانتي، وإن كان ذلك مع وجود اختلافات عديدة لجعل كلتا الشخصيتين فريدتين.

## المميزات
فيرجيل هو شقيق دانتي التوأم المتطابق. هم أبناء شيطان اسمه سباردا وإنسانة اسمها إيفا Eva. فيرجل نصف شيطان، مما يمنحه قدرات خارقة. إنه أكثر جدية في تدريبه من دانتي. لديه سلوك بارد وهادئ وانطوائي، على عكس طبيعة دانتي المتغطرسة والسعي وراء الإثارة والصادرة. كلا الشخصيتين يستمتعان بالقتال. يقدر فرجيل القوة المكتسبة من سباردا، والتي بدونها لن يكون قادرًا على حماية أي شيء. عند القتال، فإن سلاح فيرجيل الرئيسي هو سيف كاتانا يُدعى ياماتو (閻 魔刀)، الذي ورثه من سباردا. مثل نيلو أنجيلو، يرتدي فرجيل درعًا أسود مع خوذة أثناء استخدام سيف أزرق عريض، محتفظًا بإحساسه بالشرف على الرغم من كونه عبدًا لإرادة موندوز موندوز.

## الظهور

### سلسلةالشيطان يمكن أن يبكيالرئيسية
في أول لعبة الشيطان يمكن أن يبكي، قيل إن فرجيل قد انفصل عن عائلته على يد موندوز ملك الشياطين. يظهر في اللعبة كـ نيلو أنجيلو، فارس مظلم تحت سيطرة موندوز الذي هاجم دانتي ثلاث مرات مع المواجهة الثالثة التي كشفت عن هويته لأخيه. في نهاية اللعبة، يبدو أن نيلو أنجيلو ينفجر، تاركًا نصف تميمة قدمته له والدته ودانتي كأطفال.
| ظهورات شخصية فرجيل في الألعاب | ظهورات شخصية فرجيل في الألعاب | ظهورات شخصية فرجيل في الألعاب      |
| سنة الإصدار                   | ظهور فرجيل ♥                  | اسم اللعبة                         |
| ----------------------------- | ----------------------------- | ---------------------------------- |
| 2001                          | ♥                             | Devil May Cry                      |
| 2002                          |                               |                                    |
| 2003                          |                               |                                    |
| 2004                          |                               |                                    |
| 2005                          | ♥                             | Devil May Cry 3: Dante's Awakening |
| 2006                          | ♥                             | SNK vs. Capcom: Card Fighters DS   |
| 2006                          | ♥                             | Devil May Cry 3: Special Edition   |
| 2007                          |                               |                                    |
| 2008                          |                               |                                    |
| 2009                          |                               |                                    |
| 2010                          |                               |                                    |
| 2011                          | ♥                             | Ultimate Marvel vs. Capcom 3       |
| 2012                          | ♥                             | Project X Zone                     |
| 2013                          | ♥                             | DmC: Devil May Cry                 |
| 2014                          |                               |                                    |
| 2015                          | ♥                             | Devil May Cry 4: Special Edition,  |
| 2015                          | ♥                             | DmC: The Definitive Edition        |
| 2016                          | ♥                             | Project X Zone 2                   |
| 2017                          |                               |                                    |
| 2018                          |                               |                                    |
| 2019                          | ♥                             | Devil May Cry 5,                   |
| 2019                          | ♥                             | Teppen                             |
| 2020                          | ♥                             | Devil May Cry: Pinnacle of Combat  |
| 2020                          | ♥                             | Devil May Cry 5: Special Edition   |

يلعب فرجيل دورًا أكبر في الشيطان يمكن أن يبكي 3: صحوة دانتي وهي مقدمة للعبة الأولى حيث سعى للحصول على قوة والده، سباردا Sparda. يتحالف فيرجيل مع رجل يُدعى أرخام Arkham ويسعى لتميمة دانتي لاستخدامها مع تميمة خاصة به لإنشاء بوابة تؤدي إلى عالم الشياطين. يهزم فرجيل دانتي عندما يرفض مساعدته ويأخذ تميمة أخيه، فقط ليتم خيانته لأن أرخام استخدم عداء الأخوين لكل منهما بينما يستغل ثأر سيدة ضده في مخططه الخاص لأخذ سلطة سباردا لنفسه. هذا يقنع الإخوة بتنحية خلافاتهم جانبًا في وقف إطلاق نار مؤقت لوقف أرخام معًا. بمجرد أن هزم الأخوان أرخام، بقي فيرجيل في عالم الشياطين بعد خسارته أمام دانتي في مبارزة أخيرة. بعد فترة وجيزة، واجه فيرجيل موندوز وهاجمه في القتال الذي أدى إلى تحوله إلى نيلو أنجيلو. في النسخة المحدثة من اللعبة الشيطان يمكن أن يبكي 3: Special Edition، فرجيل هو شخصية قابلة للعب، حيث يلعب معه نفس مهام دانتي تمامًا. عندما يلعب دور فرجيل خلال المهمات التي تجعله شخصية رئيس، يقاتل اللاعب بنسخة حمراء من Vergil.
في الشيطان يمكن أن يبكي 4، يستخدم Order of the Sword بقايا نيلو أنجيلو لإنشاء Alto و Bianco Angelos - شياطين مصطنعة تتكون من بدلة من الدروع تعمل بها روح بشرية أو روح شيطان. انتهى المطاف بسيف فيرجيل ياماتو في حيازة نيرو، ابن فيرجيل وسليل سباردا. يظهر فرجيل كشخصية قابلة للعب في الشيطان يمكن أن يبكي 4: النسخة الخاصة، مع فصله قبل المباراة الثالثة، والذي يتضمن مشهدًا لفرجيل وهو يسير عبر جزيرة فورتونا Fortuna للتحقيق في الأثر الذي تركه والده سباردا خلفه أثناء قتال الشياطين الذين غزا المنطقة لديهم، فضلا عن النوايا الحقيقية خلف نظام السيف Order of the Sword's true intentions.
في الشيطان يمكن أن يبكي 5، يجد فرجيل Nero ويمزق ذراع Devil Bringer لاستعادة Yamato حتى يتمكن من استخدام قوتها لشفاء نفسه. ثم يعود فرجيل إلى منزل طفولته في Red Grave City حيث يشرع في استخدام Yamato لتطهير إنسانيته من كيانه. ينتج عن هذا انقسامه إلى كائنين: الشيطان أوريزين كامل الدم، الذي يزرع شجرة قليفوث حتى يتمكن من أكل ثمارها ويصبح ملكًا للعالم السفلي، و V، وهو رجل ضعيف يستعين بـ دانتي و Nero لمساعدته على التوقف. أوريزين. بعد أن هزم دانتي أوريزين Urizen، امتصه V وأعاد تشكيل فيرجيل Vergil. مرة واحدة كاملة، ينخرط فيرجيل مع دانتي في مبارزة حتى الموت، لكن نيرو، الذي كشف الآن أنه ابن فرجيل، يتدخل بعد هزيمة فرجيل ويمنع موته. بعد خسارة فرجيل بين يدي ابنه يقرر فرجيل هو ودانتي المغادرة إلى العالم السفلي لقطع جذور شجرة القليفوث Qliphoth لوقف نموها ثم استخدام سيف Yamato لإغلاق البوابة المؤدية إلى العالم السفلي. مع علمهم أنها ستجعلهم محاصرين، فقد عهدوا إلى نيرو لمراقبة العالم البشري في غيابهم. بعد قطع جذور شجرة القليفوث Qliphoth وإغلاق البوابة، يظهر دانتي وفرجيل يتقاتلان في العالم السفلي ليس كأعداء ولكن كمنافسين ودودين بينما في نفس الوقت يصدون موجات مختلفة من الشياطين.
يظهر فرجيل أيضًا في لعبة من ألعاب يوشانغ Yunchang Games للهاتف المحمول لعام 2020 الشيطان يمكن أن يبكي - قمة القتال Pinnacle of Combat، حيث يعيد دوره في الشيطان يمكن أن يبكي 3.

### الشيطان يمكن أن يبكيDmC
في لعبة نظرية النينجا Ninja Theory لعام 2013، الشيطان يمكن أن يبكي: DmC، يظهر فرجيل كزعيم النظام The Order - وهي مجموعة من الحراس المارقين الذين يحاولون تحرير العالم من الشياطين. يعيد دانتي إلى منزل طفولته ليكشف عن علاقتهما ببعضهما البعض ويقنعه بالمساهمة في تدمير موندوز. بينما يكمل فيرجيل الجزء الخاص به من الخطة في العالم البشري، يكلف دانتي بشق طريقه عبر النسيان. في النهاية، يستخدم فرجيل قوة سيف ياماتو Yamato لإغلاق بوابة الجحيم وقطع مصدر طاقة موندوز. بعد هزيمة موندوز، كشف عن نيته الحقيقية؛ لحكم العالم مع دانتي. يحارب فيرجيل باعتباره الزعيم الأخير للعبة. بعد أن يهزم، يهرب فيرجيل عبر بوابة. فرجيل هي أيضًا شخصية قابلة للعب في لعبة الشيطان يمكن أن يبكي من خلال التتمات القابلة للتنزيل المتعلقة بفرجيل Vergil's Downfall DLC. تجري أحداث DLC بعد الأحداث اللعبة الرئيسية؛ يأتي ذلك بعد سعي فيرجيل إلى السلطة بعد هزيمته. يسافر فيرجيل عبر الجحيم ويحل محل موندوز كملك الشياطين الجديد.

### ظهورات أخرى
في روايات شينيا غويكيدا Shinya Goikeda، يظهر فرجيل كمرتزق يستخدم الاسم المستعار جيلفر Gilver، وهو رجل طويل القامة مغطى بالضمادات. أصبح شريكًا لـدانتي لأن كلاهما يصطاد العديد من الشياطين. في ذروة الرواية climax، يواجه جيلفر دانتي في مبارزة ويهلك؛ يعلم دانتي في لحظاته الأخيرة أن جيلفر هو شقيقه فرجيل. في الرواية الثانية، يظهر فرجيل في دور نيلو أنجيلو، الذي يقود ثورة ضد موندوز في بُعد بديل alternate dimension ويتحالف مع أخيه. تم تعيين لعبة الشيطان يمكن أن يبكي 3 - مانغا Devil May Cry 3 manga لسوغورو شاياماشي Suguro Chayamachi قبل عام من أحداث اللعبة؛ أخبر أرخام فيرجيل عن وجود طريق إلى عالم الشياطين ويبدأ التخطيط. في القصة المصورة الشيطان يمكن أن يبكي من إنتاج شركة دريم ويف للإنتاج Dreamwave Productions، اختار نيلو أنجيلو العمل تحت موندوز، موضحًا أن ماضيه لم يعد موجودًا. عندما يواجه دانتي، يبدأ في تذكر ماضيه، مما يجعله متصارعا مع ذاته بشأن محاربته لأخيه دانتي.
تم ذكر فرجيل أيضًا عدة مرات في التعديل الجديد لـ الشيطان يمكن أن يبكي 4 ؛ غالبًا ما يتم تذكير دانتي بأخيه فرجيل عند رؤية نيرو لكنه يذكر أن فيرجيل قد مات. إن الرواية الخفيفة الشيطان يمكن أن يبكي 5 - قبل الكابوس Before the Nightmare والرؤيا الخامسة لمانغا manga Visions of V تستكشف أفعال الشخصية بين ظهوراته. وهو أيضًا الشخصية الرائدة في المسلسل المصور لغوريان دوريسون Guillaume Dorison المكون من جزأين: الشيطان يمكن أن يبكي - سجلات فرجيل The Chronicles of، والذي ينتبع فرجيل ويطلعنا على وضعه قبل بدء قصة إعادة التشغيل the reboot's story. يروي المسلسل المصور قصة لقاء فيرجيل وكات Katوتشكيلهما للنظام Order لهزيمة الشياطين.
يظهر فرجيل أيضًا كشخصية قابلة للعب في لعبة القتال المتقاطعة crossover fighting game والمسماة Ultimate Marvel vs. Capcom 3. وهو أيضًا بطاقة شخصية في لبعة SNK vs. Capcom: Card Fighter DS. إن ملابس فريل في لعبة الشيطان يمكن أن يبكي 3 متاحة في لعبة Capcom المسماة سينغوكو باسارا أربعة Sengoku Basara 4 لميتسوناري إيشيدا Mitsunari Ishida. يظهر فرجيل كشخصية قابلة للعب في لعبة فيديو من نمط ألعاب الأدوار التكتيكية وهذه اللعبة هي Project X Zone 2 مع دانتي كشريك له. يظهر نيلو أنجيلو كوحدة رئيس لأن فرجيل الذي يشترك مع دانتي هو في الواقع نسخة نازخة زمنيا time-displaced version من فرجيل نشأت قبل ظهور لعبة الشيطان يمكن أن يبكي 3. فيما إذا التقى فيرجيل النازح في الزمن time-displaced Vergil مع نيلو، فإن قوة فرجيل الشيطانية باقية بسبب وجود نيلو، على الرغم من أن فيرجيل لا يدرك أن نيلو هو ذاته الحالية. في العرض المسرحي للمواجهة بين لعبة سينغوكو باسارا أربعة Sengoku Basara 4 ضد لعبة الشيطان يمكن أن يبكي، تم لعب دور فرجيل من قبل سهيل نامبا Shōhei Namba وتوموكازو يوشيدا Tomokazu Yoshida. بالإضافة إلى ذلك، يظهر فرجيل في لعبة الورق Teppen.

## الاستقبال
تم الإشادة بفرجيل من قبل منشورات ألعاب الفيديو. كان ظهوره الأول باسم نيلو أنجيلو يعتبر أحد أفضل الزعماء في سلسلة الشيطان يمكن أن يبكي ؛ ناقشت مواقع الألعاب غايمس رادار بلس GamesRadar+ وبليستاشن يونيفرس PlayStation Universe مهارات فرجيل وتأثيره على دانتي. تلقى دور فرجيل في الشيطان يمكن أن يبكي 3 تعليقات مماثلة؛ أدرجته شبكات يو جي أو UGO Networks في مقالها ضمن «أفضل 50 معركة صعبة المراس» بسبب صعوبة هزيمته وعلاقته بدانتي. أدرجته IGN كأفضل زعيم في سلسلة الامتياز التجاري الشيطان يمكن أن يبكي، مع مراعاة جميع مظاهره في السلسلة. صرح مواقع الألعاب غايمس رادار بلس GamesRadar+ أنه على الرغم من كونهما توأمين، فإن فرجيل ودانتي يتشاركان في واحدة من أفضل المنافسات بين الإخوة في الألعاب بسبب اختلافاتهم. في عام 2008، قارن جيسي شيددين Jesse Schedeen من IGN بين فرجيل وغري فوكس Gray Fox من سلسلة ميتال جير الشهيرة Metal Gear series، وكتب أنهما «محاربان هائلان من عالم ألعاب الفيديو» و «قابلا نهاياتهما المؤسفة في الألعاب». قال انغادجت Engadget أنه بفضل لعبة الشيطان يمكن أن يبكي 3 -بريكيل prequel، حيث يصبح نيلو أنجيلو شرير ذو عاطفة أكثر لأنه بحلول ذلك الوقت، كان اللاعبون يدركون بالفعل أنه شقيق دانتي. تقدر غيم رفيليوشن Game Revolution دور فرجيل في لعبة التقاطع Project X Zone 2 نظرًا للطريقة التي يتفاعل بها مع شقيقه ويقاتل شخصية الشر المقيم نيميسيز Resident Evil character Nemesis. نظرًا لكون دانتي وفيرجيل نصف شيطان ونصف بشري، فقد لوحظ أن الشخصيتين يجلبان ملاحظات من الدين religion على الرغم من أنه كان دقيقًا في البداية حتى قدمت نظرية النينجا Ninja Theory إشارة أكثر مباشرة إلى الطريقة التي يتم بها تصوير الدين في الألعاب مع إظهار أوجه التشابه بين الاثنين بأنهما توائم متطابق.
كان إدراج فرجيل كشخصية قابلة للعب في الإصدار المحدث من الشيطان يمكن أن يبكي 3 موضوعًا للنقاش أيضًا. قدّر بالغن PALGN أن تحركات فرجيل تختلف عن تحركات دانتي، مما يجعل سيناريو الأول تجربة مختلفة. وذكر أيضًا أنه أقوى من دانتي، مما قد يترك انطباعًا إيجابيًا أو سلبيًا على اللاعب نظرًا لكيفية لعبه أثناء خفض صعوبة اللعبة. كما أشاد جيريمي دونهان Jeremy Dunhan من IGNبحركات فرجيل الفريدة لكنه انتقد قوته لأنها قللت من تحدي معارك الزعماء - إحدى نقاط القوة في اللعبة. قال موقع غيم سبوت GameSpot إن اللعب بشخصية فرجيل لم يكن ممتعًا مثل اللعب مثل دانتي لأن فرجيل يبدأ اللعبة بقدرات متعددة، مما يؤدي إلى نقص التحسينات أثناء اللعب. أعرب موقع غيم سبوت GameSpotعن أسفه لأن فرجيل حارب نفس الزعماء مثل دانتي ولم يكن لديه قصته الخاصة. رأى فاون سميث Vaughn Smith من تشيت كود سنترال Cheat Code Central أن إدراج فرجيل هو أحد أقوى نقاط التحديثات، وعلق على اختلافه عن دانتي. على الرغم من مشاركة رأي المراجعين الآخرين بأن اللعب بشخصية فرجيل جعل اللعبة أسهل، ذكر تشيت كود سنترال Cheat Code Central أن اللعب بشخصية فرجيل كان «صلبا وقويا badass» لأن الشخصية تظل هادئة خلال معظم اللعبة. أدرجه مواقع الألعاب غايمس رادار بلس GamesRadar+ كواحد من أفضل الشخصيات القابلة للفتح في الألعاب بسبب القدرات التي يمكنه كسبها في المعركة، وأبرزها شكله الشيطاني غير المحدود.
في مقابلة مع موقع غيم سباي GameSpy حول ظهور فيرجيل المحتمل في الشيطان يمكن أن يبكي 4، أخبره المترجم هيرويوكي هوباياشي Hiroyuki Kobayashi أن المحاور كان من محبي الشخصية. وبالمثل، وصفت مراجع غيم بلانيت Gameplanet سيد ماهر حسين Syed Mahir Hussain إدراج فرجيل في الشيطان يمكن أن يبكي 4: النسخة الخاصة كواحدة من أعظم نقاط القوة في العناوين استنادًا إلى أسلوب القتال "الفريد" لفرجيل. عند تقديم مزايا اللعبة نفسها، استمتع الكاتب توم سينيور Tom Senior من مواقع الألعاب غايمس رادار بلس GamesRadar+ بالطريقة التي يسلكها فرجيل بشكل استعراضي يشبه الصيادين خلال القتال". قال دستراكتويد Destructoid إن عناصر نسخة إعادة التشغيل من فرجيل reboot's version of Vergil قد تم دمجها جيدًا في فرجيل العادي. قال هيديكي اتسونو إنه منذ الإعلان عن الإصدار الخاص، كان المعجبون يرغبون في اللعب بشخصية فرجيل مرة أخرى بسبب شعبيته لمجموعات مقاطع الفيديو المتعددة التي قدمها اللاعبون أثناء اللعب كشخصية.
وفقًا لغايم كورد GameCored، كان العديد من المعجبين متحمسين للعب دور فرجيل مرة أخرى في الشيطان يمكن أن يبكي 5 لكنهم شعروا بخيبة أمل أثناء إصداره لأنه غير قابل للعب ولكنه قد يظهر كمحتوى قابل للتنزيل DLC. اخترق هوبي كونسولاس HobbyConsolas اللعبة للعثور على رمز يذكر اسم الشخصية ولكن لا يزال غير متأكد مما إذا كان يعني أن فرجيل سيكون قابلاً للعب. على الرغم من عدم ظهوره في شخصيته الكاملة حتى ذروة اللعبة، أشار سيليكونيرا Siliconera إلى أن إعدادات لعبة الشيطان يمكن أن يبكي 5 قد تأثرت به بشدة حيث يمثل البديل الخاص به V وأوريزين جوانب مختلفة من شخصيته بينما تم أخذ الشياطين V من شخصية نيلو أنجيلو من اللعبة الأصلية الشيطان يمكن أن يبكي. بمجرد أن يندمج V وأوريزين ويواجه فرجيل ابنه Nero، يقرر استبدال نفسه بغض النظر عن التكلفة. في أبريل 2019، ادعى مات ووكر Matt Walker من Capcom أن فرجيل لن تكون شخصية قابلة للعب في اللعبة، متأسفًا على رغبات المشجعين. استمتع دستراكتويد Destructoid بتأثير فرجيل على كل من دانتي و Nero كما هو الحال في القصة، حيث أصبح كل من شقيقه وابنه أكثر جدية لأنهما يأخذان على عاتقهما إيقاف تهديد قريبهما. وجد موقع يو اس غيمر USGamer أنه بينما كان فرجيل قويًا جدًا في الشيطان يمكن أن يبكي 5 نظرًا لكيفية التغلب بسهولة على دانتي و Nero في أوريزين وانتقد كيف يصل أعداؤه إلى مستواه دون سبب. وانتقد كذلك كيف لم يتم استكشاف علاقته بنيرو على الرغم من كونه أبًا وابنًا، على التوالي.
لإعادة تشغيل المسلسل، كتب كريس كارتر من دستراكتويد Destructoid أن فرجيل كان شخصية أكثر تسلية من شخصية دانية في لعبة DmC الشيطان يمكن أن يبكي، على الرغم من بعض المشاكل التي وجدها في طريقة لعب الشخصية. أحب دوستن شادويل Dustin Chadwell من موقع غايميغ ايج Gaming Age طريقة لعب فرجيل، ووجدها متفوقة على دانتي، ولكن تم الخلط بينه وبين قصته بسبب عدم وجود تفسير لنجاته. كما يقدر موقع غايم سبوت GameSpot الطريقة التي تلعب بها شخصية فرجيل بسبب رحيله عن دانتي، على الرغم من أن وجود صعوبة وتحدي في لعبها. أحب أنجيلو أم دارجينو Angelo M. D'Argenio من تشيت كود سنترال Cheat Code Central قصة فرجيل ومثل الكتاب السابقين وجد طريقة لعب شخصيته أفضل من اللعب بشخصية دانتي. على الرغم من إعجابه بتحركات فرجيل، ذكر كوتاكو Kotaku أن قصة فرجيل تفتقر إلى جاذبية لعبة الشيطان يمكن أن يبكي DmC لأنه لا يواجه شخصيات رئيسه مسلية.